# Großer Preis von Argentinien 1975
Der Große Preis von Argentinien 1975 (offiziell XII Gran Premio de la Republica Argentina) fand am 12. Januar auf dem Autódromo Municipal Ciudad de Buenos Aires in Buenos Aires statt und war das erste Rennen der Automobil-Weltmeisterschaft 1975.

## Berichte

### Hintergrund
Während der Winterpause hatte es nur vergleichsweise wenige Verschiebungen hinsichtlich der Fahrerbesetzungen gegeben. Die Teams Tyrrell, Brabham, Hesketh, Ferrari, Lotus, Shadow sowie das Lola-Team von Graham Hill traten jeweils mit den Fahrerpaarungen an, mit denen sie die Saison 1974 abgeschlossen hatten. Zudem setzten die meisten Teams an dem inzwischen schon traditionellen frühen Termin des argentinischen Grand Prix im Januar Vorjahresfahrzeuge ein.
Bei McLaren hatte man sich dazu entschlossen, den Betrieb des dritten, von Yardley gesponserten Werkswagens einzustellen und sich auf die beiden Marlboro-Texaco-Fahrzeuge zu konzentrieren. Nach dem Karriereende von Denis Hulme wurde Jochen Mass, der den dritten Wagen bei den beiden letzten Läufen der vergangenen Saison pilotiert hatte, als zweiter Stammfahrer neben Weltmeister Emerson Fittipaldi ins Team übernommen.
Das Brabham-Werksteam trat von nun an unter dem Namen seines neuen Hauptsponsors Martini an.
Nach dem Ende der Zusammenarbeit zwischen Frank Williams und dem italienischen Hersteller Iso Rivolta wurden die Rennwagen des Teams erstmals mit der Bezeichnung „Williams“ in die Meldelisten eingetragen. Es handelte sich dabei allerdings zunächst nicht um Neuentwicklungen, sondern um modifizierte Vorjahresmodelle. Die Strategie, mit einem Stammfahrer und wechselnden Paydrivers anzutreten, wurde beibehalten, um die finanziell schwierige Lage des Teams zu verbessern.
Das Team March hatte angekündigt, aus finanziellen Gründen zunächst nicht mehr in der Formel 1 anzutreten. Als das Unternehmen Beta jedoch ankündigte, ein Fahrzeug für Vittorio Brambilla sponsern zu wollen, wurde diese Entscheidung revidiert. Ebenfalls aufgrund von Geldmangel kam es zu mehreren Veränderungen bei B.R.M. Nach dem Weggang des Teammanagers Tim Parnell und einer Umbenennung des Teams in „Stanley B.R.M.“ wurde nur ein einziger Werkswagen gemeldet, der von Mike Wilds pilotiert wurde. Auch John Surtees reduzierte das Engagement seines Teams auf nur ein Fahrzeug, welches mit John Watson besetzt wurde. Dieser stand zur Verfügung, da sich das Privatteam „John Goldie Racing“, für das er im Vorjahr an den Start gegangen war, aus der Formel 1 zurückgezogen hatte.
Die US-Teams Parnelli und Penske wurden zu festen Bestandteilen der Formel-1-WM, nachdem sie im Vorjahr lediglich an den beiden finalen Läufen auf dem nordamerikanischen Kontinent teilgenommen hatten. Die Fahrerbesetzung wurde in beiden Fällen beibehalten.
Wilson Fittipaldi, der Bruder des amtierenden Weltmeisters, kehrte am Steuer eines eigenen Wagens in die GP-Szene zurück. Es handelte sich dabei um die erste brasilianische Formel-1-Konstruktion. Der Wagen wurde unter dem Namen des Hauptsponsors Copersucar gemeldet.
Nach dem offiziellen Rückzug von Firestone wurde Goodyear alleiniger Reifenausstatter der Formel 1.

### Training
Eine der wenigen startbereiten Neuentwicklungen war der Shadow DN5, dessen einziges Exemplar an diesem Wochenende von Jean-Pierre Jarier pilotiert wurde und mit dem er völlig überraschend die Pole-Position vor den beiden Werks-Brabham von Carlos Pace und Carlos Reutemann errang. Es folgte Ferrari-Pilot Niki Lauda vor Emerson Fittipaldi, James Hunt und Clay Regazzoni im zweiten Ferrari.
Die beiden Lotus-Werkspiloten qualifizierten sich mit dem hinsichtlich seiner Grundkonstruktion inzwischen fünf Jahre alten Lotus 72 für die Plätze 11 beziehungsweise 18.

### Rennen
Ausgerechnet nach dem Erreichen seiner ersten Pole-Position konnte Jarier nicht am Rennen teilnehmen, da er während einer der Aufwärmrunden vor dem Start aufgrund eines Getriebeschadens ausfiel. Reutemann nutzte die Gunst des dadurch freigewordenen Startplatzes direkt vor ihm und ging von Platz drei aus vor seinem Teamkollegen Pace in Führung. Mass und Jody Scheckter kollidierten in der ersten Kurve, woraufhin beide zwecks Reparaturen ihre jeweilige Box ansteuern mussten und dadurch zurückfielen.
Der drittplatzierte Lauda wurde in der achten Runde von Hunt überholt, der daraufhin auf die beiden führende Brabham aufholte. Wilson Fittipaldi verlor die Kontrolle über sein Fahrzeug und prallte gegen die Leitplanken, woraufhin der Wagen Feuer fing. Fittipaldi entkam unverletzt, der Wagen jedoch wurde bei seinem ersten Renneinsatz stark beschädigt. Währenddessen hatte Pace die Führung übernommen. Kurz darauf drehte er sich jedoch im Bereich von Fittipaldis Unfallstelle und fiel dadurch auf den siebten Rang zurück.
In der 26. Runde übernahm Hunt die Führung von Reutemann. Während der folgenden Umläufe überholte Emerson Fittipaldi nacheinander Lauda, Reutemann und schließlich den führenden Hunt. Die dadurch hergestellte Reihenfolge der ersten drei änderte sich bis ins Ziel nicht mehr. Pace, der sich zwischenzeitlich wieder auf den vierten Rang nach vorn gearbeitet hatte, schied kurz vor Rennende wegen eines Motorschadens aus, sodass der vierte Platz letztendlich an Regazzoni ging. Patrick Depailler auf Rang fünf und Lauda als Sechster beendeten den Saisonauftakt ebenfalls in den Punkterängen.

## Meldeliste
| Team                            | Nr. | Fahrer             | Chassis         | Motor                    | Reifen |
| ------------------------------- | --- | ------------------ | --------------- | ------------------------ | ------ |
| Marlboro Team Texaco            | 01  | Emerson Fittipaldi | McLaren M23     | Ford Cosworth DFV 3.0 V8 | G      |
| Marlboro Team Texaco            | 02  | Jochen Mass        | McLaren M23     | Ford Cosworth DFV 3.0 V8 | G      |
| Elf Team Tyrrell                | 03  | Jody Scheckter     | Tyrrell 007     | Ford Cosworth DFV 3.0 V8 | G      |
| Elf Team Tyrrell                | 04  | Patrick Depailler  | Tyrrell 007     | Ford Cosworth DFV 3.0 V8 | G      |
| John Player Team Lotus          | 05  | Ronnie Peterson    | Lotus 72E       | Ford Cosworth DFV 3.0 V8 | G      |
| John Player Team Lotus          | 06  | Jacky Ickx         | Lotus 72E       | Ford Cosworth DFV 3.0 V8 | G      |
| Martini Racing                  | 07  | Carlos Reutemann   | Brabham BT44B   | Ford Cosworth DFV 3.0 V8 | G      |
| Martini Racing                  | 08  | Carlos Pace        | Brabham BT44B   | Ford Cosworth DFV 3.0 V8 | G      |
| Beta Team March                 | 09  | Vittorio Brambilla | March 741       | Ford Cosworth DFV 3.0 V8 | G      |
| Scuderia Ferrari SpA SEFAC      | 11  | Clay Regazzoni     | Ferrari 312B3   | Ferrari 001/11 3.0 F12   | G      |
| Scuderia Ferrari SpA SEFAC      | 12  | Niki Lauda         | Ferrari 312B3   | Ferrari 001/11 3.0 F12   | G      |
| Stanley B.R.M.                  | 14  | Mike Wilds         | BRM P201        | BRM P200 3.0 V12         | G      |
| UOP Shadow Racing Team          | 16  | Tom Pryce          | Shadow DN3B     | Ford Cosworth DFV 3.0 V8 | G      |
| UOP Shadow Racing Team          | 17  | Jean-Pierre Jarier | Shadow DN5      | Ford Cosworth DFV 3.0 V8 | G      |
| Team Surtees                    | 18  | John Watson        | Surtees TS16    | Ford Cosworth DFV 3.0 V8 | G      |
| Frank Williams Racing Cars      | 20  | Arturo Merzario    | Williams FW03   | Ford Cosworth DFV 3.0 V8 | G      |
| Frank Williams Racing Cars      | 21  | Jacques Laffite    | Williams FW02   | Ford Cosworth DFV 3.0 V8 | G      |
| Embassy Racing with Graham Hill | 22  | Graham Hill        | Lola T370       | Ford Cosworth DFV 3.0 V8 | G      |
| Embassy Racing with Graham Hill | 23  | Rolf Stommelen     | Lola T370       | Ford Cosworth DFV 3.0 V8 | G      |
| Hesketh Racing                  | 24  | James Hunt         | Hesketh 308     | Ford Cosworth DFV 3.0 V8 | G      |
| Vel’s Parnelli Jones Racing     | 27  | Mario Andretti     | Parnelli VPJ4   | Ford Cosworth DFV 3.0 V8 | G      |
| Penske Cars                     | 28  | Mark Donohue       | Penske PC1      | Ford Cosworth DFV 3.0 V8 | G      |
| Copersucar-Fittipaldi           | 30  | Wilson Fittipaldi  | Copersucar FD01 | Ford Cosworth DFV 3.0 V8 | G      |

## Klassifikationen

### Startaufstellung
| Pos. | Fahrer             | Konstrukteur    | Zeit    | Ø-Geschwindigkeit | Start |
| ---- | ------------------ | --------------- | ------- | ----------------- | ----- |
| 01   | Jean-Pierre Jarier | Shadow-Ford     | 1:49,21 | 196,729 km/h      | 01    |
| 02   | Carlos Pace        | Brabham-Ford    | 1:49,64 | 195,958 km/h      | 02    |
| 03   | Carlos Reutemann   | Brabham-Ford    | 1:49,80 | 195,672 km/h      | 03    |
| 04   | Niki Lauda         | Ferrari         | 1:49,96 | 195,387 km/h      | 04    |
| 05   | Emerson Fittipaldi | McLaren-Ford    | 1:50,02 | 195,281 km/h      | 05    |
| 06   | James Hunt         | Hesketh-Ford    | 1:50,26 | 194,856 km/h      | 06    |
| 07   | Clay Regazzoni     | Ferrari         | 1:50,71 | 194,064 km/h      | 07    |
| 08   | Patrick Depailler  | Tyrrell-Ford    | 1:50,80 | 193,906 km/h      | 08    |
| 09   | Jody Scheckter     | Tyrrell-Ford    | 1:50,82 | 193,871 km/h      | 09    |
| 10   | Mario Andretti     | Parnelli-Ford   | 1:51,06 | 193,452 km/h      | 10    |
| 11   | Ronnie Peterson    | Lotus-Ford      | 1:51,44 | 192,793 km/h      | 11    |
| 12   | Vittorio Brambilla | March-Ford      | 1:51,77 | 192,223 km/h      | 12    |
| 13   | Jochen Mass        | McLaren-Ford    | 1:51,82 | 192,137 km/h      | 13    |
| 14   | Tom Pryce          | Shadow-Ford     | 1:51,92 | 191,966 km/h      | 14    |
| 15   | John Watson        | Surtees-Ford    | 1:52,13 | 191,606 km/h      | 15    |
| 16   | Mark Donohue       | Penske-Ford     | 1:52,36 | 191,214 km/h      | 16    |
| 17   | Jacques Laffite    | Williams-Ford   | 1:52,88 | 190,333 km/h      | 17    |
| 18   | Jacky Ickx         | Lotus-Ford      | 1:52,90 | 190,299 km/h      | 18    |
| 19   | Rolf Stommelen     | Lola-Ford       | 1:53,12 | 189,929 km/h      | 19    |
| 20   | Arturo Merzario    | Williams-Ford   | 1:53,43 | 189,410 km/h      | 20    |
| 21   | Graham Hill        | Lola-Ford       | 1:54,00 | 188,463 km/h      | 21    |
| 22   | Mike Wilds         | B.R.M.          | 1:54,48 | 187,673 km/h      | 22    |
| 23   | Wilson Fittipaldi  | Copersucar-Ford | 2:00,22 | 178,712 km/h      | 23    |

### Rennen
| Pos. | Fahrer             | Konstrukteur    | Runden | Stopps | Zeit       | Start | Schnellste Runde |
| ---- | ------------------ | --------------- | ------ | ------ | ---------- | ----- | ---------------- |
| 01   | Emerson Fittipaldi | McLaren-Ford    | 53     | 0      | 1:39:26,29 | 05    | 1:50,97          |
| 02   | James Hunt         | Hesketh-Ford    | 53     | 0      | + 5,61     | 06    | 1:50,91          |
| 03   | Carlos Reutemann   | Brabham-Ford    | 53     | 0      | + 17,06    | 03    | 1:51,61          |
| 04   | Clay Regazzoni     | Ferrari         | 53     | 0      | + 35,79    | 07    | 1:51,76          |
| 05   | Patrick Depailler  | Tyrrell-Ford    | 53     | 0      | + 54,25    | 08    | 1:52,31          |
| 06   | Niki Lauda         | Ferrari         | 53     | 0      | + 1:19,65  | 04    | 1:52,26          |
| 07   | Mark Donohue       | Penske-Ford     | 52     | 0      | + 1 Runde  | 16    | 1:52,84          |
| 08   | Jacky Ickx         | Lotus-Ford      | 52     | 0      | + 1 Runde  | 18    | 1:54,03          |
| 09   | Vittorio Brambilla | March-Ford      | 52     | 0      | + 1 Runde  | 12    | 1:54,24          |
| 10   | Graham Hill        | Lola-Ford       | 52     | 0      | + 1 Runde  | 21    | 1:54,38          |
| 11   | Jody Scheckter     | Tyrrell-Ford    | 52     | 3      | + 1 Runde  | 09    | 1:51,91          |
| 12   | Tom Pryce          | Shadow-Ford     | 51     | 0      | DNF        | 14    | 1:54,17          |
| 13   | Rolf Stommelen     | Lola-Ford       | 51     | 0      | + 2 Runden | 19    | 1:53,01          |
| 14   | Jochen Mass        | McLaren-Ford    | 50     | 1      | + 3 Runden | 13    | 1:51,99          |
| –    | Carlos Pace        | Brabham-Ford    | 46     | 0      | DNF        | 02    | 1:51,76          |
| –    | Arturo Merzario    | Williams-Ford   | 44     | 2      | NC         | 20    | 1:53,63          |
| –    | Mario Andretti     | Parnelli-Ford   | 27     | 0      | DNF        | 10    | 1:52,93          |
| –    | Mike Wilds         | B.R.M.          | 24     | 0      | DNF        | 22    | 1:56,06          |
| –    | Ronnie Peterson    | Lotus-Ford      | 15     | 0      | DNF        | 11    | 1:53,10          |
| –    | Jacques Laffite    | Williams-Ford   | 15     | 0      | DNF        | 17    | 1:55,30          |
| –    | Wilson Fittipaldi  | Copersucar-Ford | 12     | 0      | DNF        | 23    | 1:57,86          |
| DSQ  | John Watson        | Surtees-Ford    | 6      | 0      | –          | 15    | 1:54,46          |
| DNS  | Jean-Pierre Jarier | Shadow-Ford     | –      | –      | –          | 01    | –                |

## WM-Stände nach dem Rennen
Die ersten sechs des Rennens bekamen 9, 6, 4, 3, 2 bzw. 1 Punkt(e). In der Konstrukteurswertung zählten nur die Punkte des bestplatzierten Fahrers eines Teams. Es zählten nur die besten sieben Ergebnisse aus den ersten acht Rennen und die besten fünf aus den letzten sechs Rennen.

### Fahrerwertung
| Pos. | Fahrer             | Konstrukteur | Punkte |
| ---- | ------------------ | ------------ | ------ |
| 01   | Emerson Fittipaldi | McLaren-Ford | 9      |
| 02   | James Hunt         | Hesketh-Ford | 6      |
| 03   | Carlos Reutemann   | Brabham-Ford | 4      |
| 04   | Clay Regazzoni     | Ferrari      | 3      |
| 05   | Patrick Depailler  | Tyrrell-Ford | 2      |
| 06   | Niki Lauda         | Ferrari      | 1      |
| 07   | Mark Donohue       | Penske-Ford  | 0      |
| 08   | Jacky Ickx         | Lotus-Ford   | 0      |
| 09   | Vittorio Brambilla | March-Ford   | 0      |
| 10   | Graham Hill        | Lola-Ford    | 0      |
| 11   | Jody Scheckter     | Tyrrell-Ford | 0      |

| Pos. | Fahrer            | Konstrukteur    | Punkte |
| ---- | ----------------- | --------------- | ------ |
| 12   | Tom Pryce         | Shadow-Ford     | 0      |
| 13   | Rolf Stommelen    | Lola-Ford       | 0      |
| 14   | Jochen Mass       | McLaren-Ford    | 0      |
| –    | Carlos Pace       | Brabham-Ford    | 0      |
| –    | Arturo Merzario   | Williams-Ford   | 0      |
| –    | Mario Andretti    | Parnelli-Ford   | 0      |
| –    | Mike Wilds        | B.R.M.          | 0      |
| –    | Ronnie Peterson   | Lotus-Ford      | 0      |
| –    | Jacques Laffite   | Williams-Ford   | 0      |
| –    | Wilson Fittipaldi | Copersucar-Ford | 0      |

### Konstrukteurswertung
| Pos. | Konstrukteur | Punkte |
| ---- | ------------ | ------ |
| 01   | McLaren-Ford | 9      |
| 02   | Hesketh-Ford | 6      |
| 03   | Brabham-Ford | 4      |
| 04   | Ferrari      | 3      |
| 05   | Tyrrell-Ford | 2      |
| 06   | Penske-Ford  | 0      |
| 07   | Lotus-Ford   | 0      |

| Pos. | Konstrukteur    | Punkte |
| ---- | --------------- | ------ |
| 08   | March-Ford      | 0      |
| 09   | Lola-Ford       | 0      |
| 10   | Shadow-Ford     | 0      |
| –    | Williams-Ford   | 0      |
| –    | Parnelli-Ford   | 0      |
| –    | B.R.M.          | 0      |
| –    | Copersucar-Ford | 0      |